# Rockfour
Rockfour (רוקפור) és un grup de música israelià de rock psicodèlic fundat el 1988 a Holon.
del 2018, l'integren Eli Lulai (veu i guitarra), Baruch Ben Izhak, Marc Lazare i Yaki Gani.

## Trajectòria
Després de tocar junts durant el servici militar, Lulai i Ben Izhak fundaren el grup
junt amb el baixiste Marc Lazare, el bateria (percussió) Itamar Levi i el tecliste Yaki Gani.
Després de l'èxit local del segon disc, el grup canvià de llengua i publicà llur primer disc en anglés, Supermarket, i mamprengué sengles gires internacionals els quatre anys següents, però Lulai deixà el grup durant una roda estatunidenca i la resta de membres hagué d'acabar-la com a trio.
L'any 2002 actuaren a la sala Planta Baja de Granada com a teloners de The Grip Weeds i, després de vendre més de trenta mil discs a Israel i Europa, la discogràfica estatunidenca Rainbow Quartz els publicà el disc Another Beginning, una selecció de cançons dels dos anteriors àlbums en anglés, Supermarket i One Fantastic Day, amb la mateixa fotografia de portada d'est últim: en la crítica per a Pitchfork, Joe Tangari diu que «Rockfour sonen increïblment com un producte britànic de finals dels 60 —un poquet dels primers Pink Floyd, a muntó dels Beatles, un pessic dels Byrds, una miqueta de The Zombies— (…) Però allò més impressionant és el mestratge de les influències dels Rockfour, i llur habilitat per a expandir eixos punts de referència, fins al punt en què Another Beginning els transcendix de llarg.»
El disc següent, Nationwide (Rainbow Quartz, 2004), no aconseguí repetir l'atenció d'Another Beginning: Tangari en lloà les tres primeres cançons, però criticà que el grup es perdia en la instrumentació sobrera de les altres mentre intentava trobar un so més fosc i seriós.
El 2020, el festival de cinema Docaviv estrenà el documental de Gad Aisen Rockfour: The Time Machine, el qual mostra els trenta anys de trajectòria del grup fins al retorn de Lulai: l'avinentesa comptà amb un concert en directe retransmés en línia.
El 2025, el quintet celebrà els trenta anys del segon disc amb una seguida de concerts amb eixe repertori.

## Formació

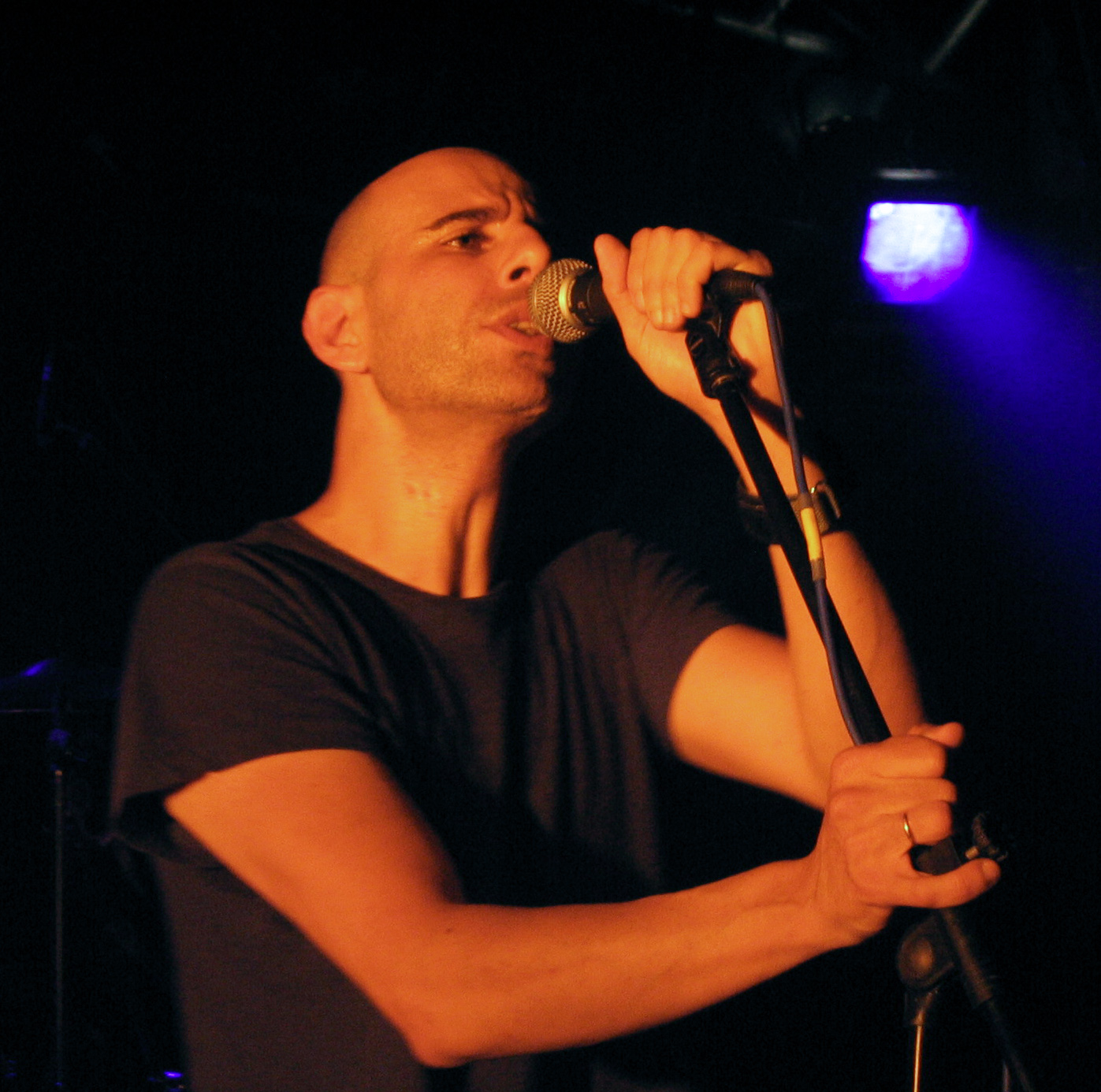
Eli Lulai, 2004
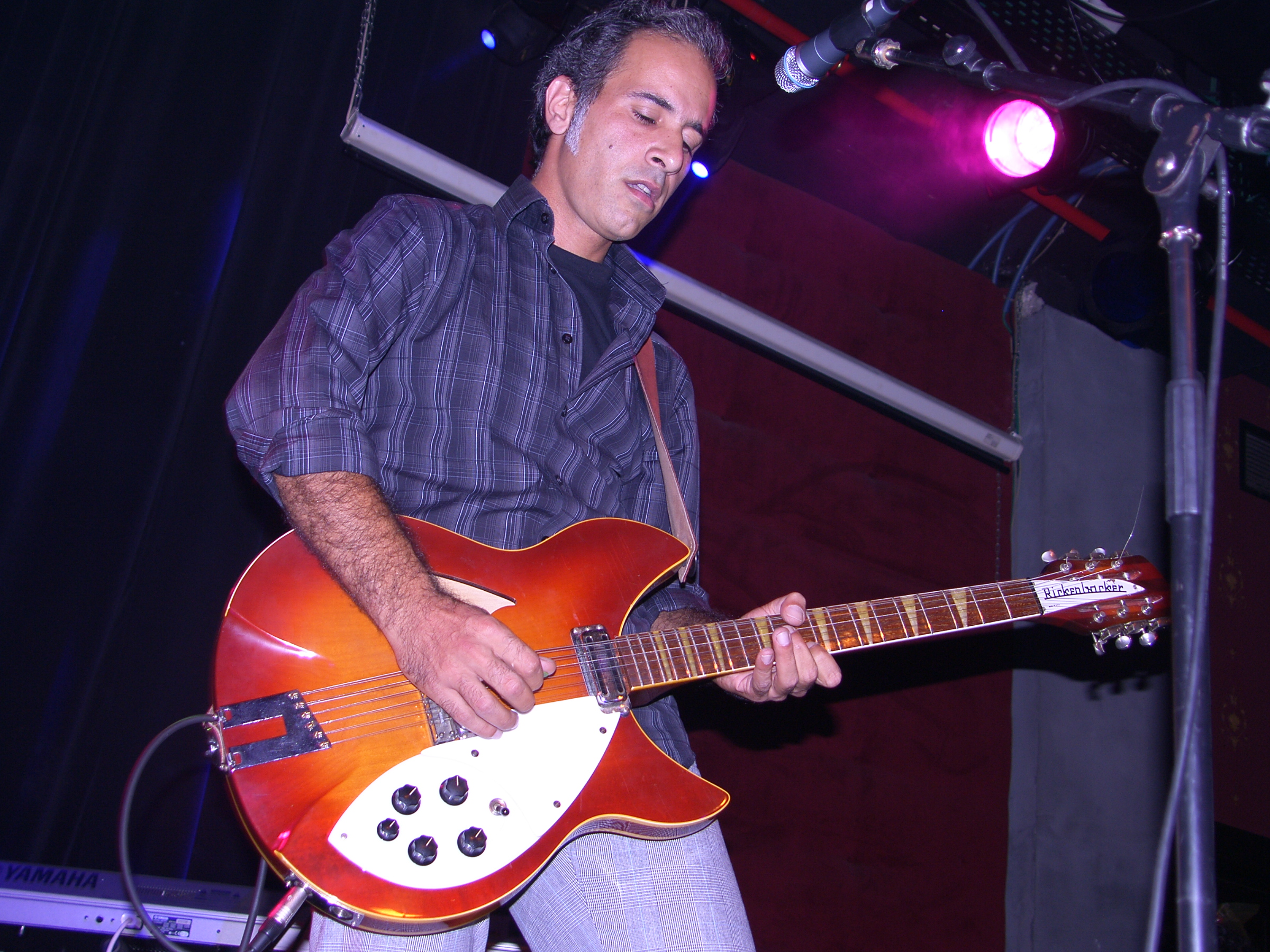
Baruch Ben Izhak, 2006
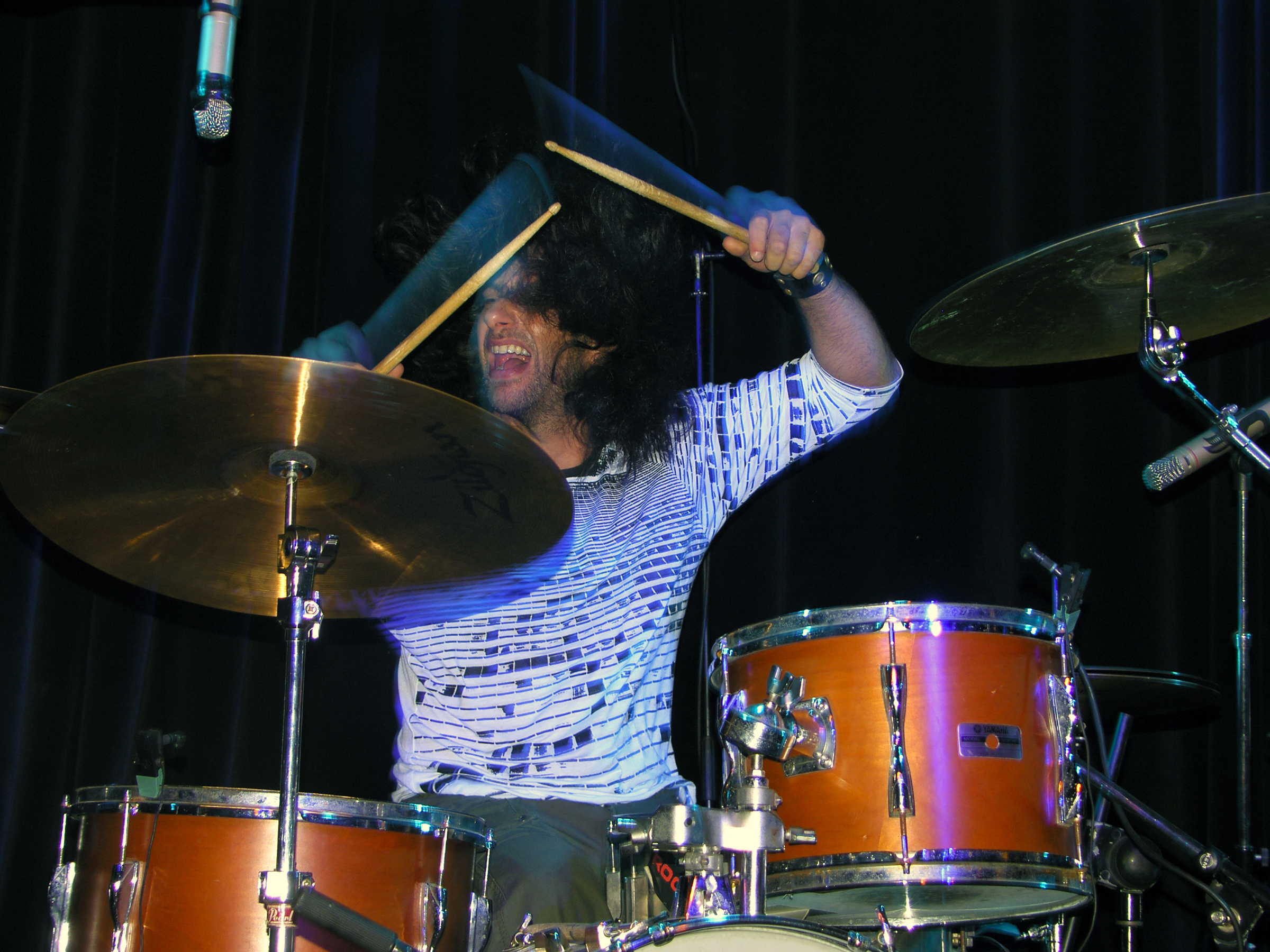
Itamar Levi, 2006